# Celleporina boryi
Celleporina boryi is een mosdiertjessoort uit de familie van de Celleporidae. De wetenschappelijke naam van de soort is, als Cellepora boryi, voor het eerst geldig gepubliceerd in 1826 door Jean Victor Audouin.